# Glaźna
Glaźna (niem. Glaskow) – struga w Polsce, w województwie pomorskim, w powiecie słupskim, w gminach Damnica i Słupsk, na Wysoczyźnie Damnickiej, w otulinie Parku Krajobrazowego „Dolina Słupi”. Ma łączną długość 15 km i jest prawym dopływem Słupi. 

## Nazwa
Polska nazwa Glaźna została nadana 1 października 1948 zgodnie z Rozporządzeniem Ministrów Administracji Publicznej i Ziem Odzyskanych z dnia 1 października 1948 r. o przywróceniu i ustaleniu urzędowych nazw miejscowości, zastępując niemieckie Glaskow. Nazwa ma pochodzenie słowiańskie i wywodzi się od psł. *glězъkъ „kamień bursztynowy”. Nazwa niemiecka jest ponowieniem pierwotnej nazwy słowiańskiej. Od nazwy strugi wywodzą się także nieużywane obecnie nazwy: zaginionej wsi Glassow (pol. *Głazkowo) oraz pasma podmokłych terenów wzdłuż granicy między miastem a gminą wiejską Słupsk Glaskow Miss lub Glaskower Bruch.